# Emppu Vuorinen
Emppu Vuorinen, vlastním jménem Erno Matti Juhani Vuorinen (* 24. června 1978), je finský kytarista.

## Život
Narodil se v malém finském městečku Kitee, kde také vznikla metalová skupina Nightwish, ve které hraje. Jeho rodné jméno je Erno, ale dal si přezdívku Emppu, protože se jméno Erno Finům špatně vyslovuje.
Emppu se už od svých 12 let učil hře na akustickou kytaru, ale od roku 1997 se věnuje hře na elektrickou kytaru. Studoval spolu se svým sousedem a nejlepším přítelem Tuomasem Holopainenem na hudební konzervatoři. Zde potkali operní zpěvačku Tarju Turunen a založili s ní symphonic metalovou skupinu, kterou podle jejich první písně nazvali Nightwish. Emppu s Jukkou Nevalainenem museli absolvovat povinnou vojenskou službu. Po návratu se věnovali hudbě v Nightwish.

## Výbava
Emppu v začátcích používal kytary značky Washburn (bílou a fialovou WASHBURN CS-780 se zlatým hardwarem), ale později přešel na kytary ESP. V současné době[kdy?] hraje na bílou a fialovou ESP Horizon, ESP EV-1 se snímači Seymour Duncan (TB-5 u kobylky, SHR-1 uprostřed a SH-2 u krku) a dvojzvratným tremolem. Ve videoklipech k písním Amaranth a Bye Bye Beautiful použil ESP Eclipse ve vínově černé.
Jeho hlavní zesilovače jsou Mesa/Boogie Dual Rectifiers s reproduktory 4×12 Marshall JCM 800.

## Dovednost
Emppu při svých sólech používá tapping a vibráto. Některá jeho sóla jsou hodně melodická, jiná zase progresivnější. Také rád „převádí“ svá sóla z durových skladeb do mollových (např. sólo v durové skladbě „High Hopes“ převedl do mollového coveru „Symphony of Destruction“).